# Сохраби, Хоссейн
Хоссе́йн Сохра́би, в таджикистанской прессе именуется как Хусе́йн Сухро́би (1987 год; Тегеран, Иран) — иранский футболист, выступающий на позиции нападающего.

## Карьера
В 2008 году сыграл два матча за молодёжную сборную Ирана. В Иране выступал за клубы «Шахин» и «Нафт Тегеран».
В 2012 году перешёл в таджикистанский «Хайр Вахдат», за которого выступал до середины 2013 года. Вторую половину 2013 года начал в душанбинском «Истиклоле». В том году стал лучшим бомбардиром Высшей лиги чемпионата Таджикистана, забив 11 голов. В начале 2014 года вернулся в «Хайр Вахдат», с которым выиграл серебряные медали. В течение 2015 года выступал за кулябский «Равшан», в его составе выиграл бронзовые медали чемпионата и стал вторым бомбардиром турнира с 18 голами, уступив только Манучехру Джалилову (22).

## Достижения

### Командные
- Обладатель Кубка Таджикистана: 2013
- Серебряный призёр Высшей лиги чемпионата Таджикистана: 2013, 2014
- Бронзовый призёр Высшей лиги чемпионата Таджикистана: 2015

### Личные
- Лучший бомбардир Высшей лиги чемпионата Таджикистана 2013 (11 голов)
- Лучший легионер чемпионата Таджикистана: 2015[3]